# Georg Friedrich Baur

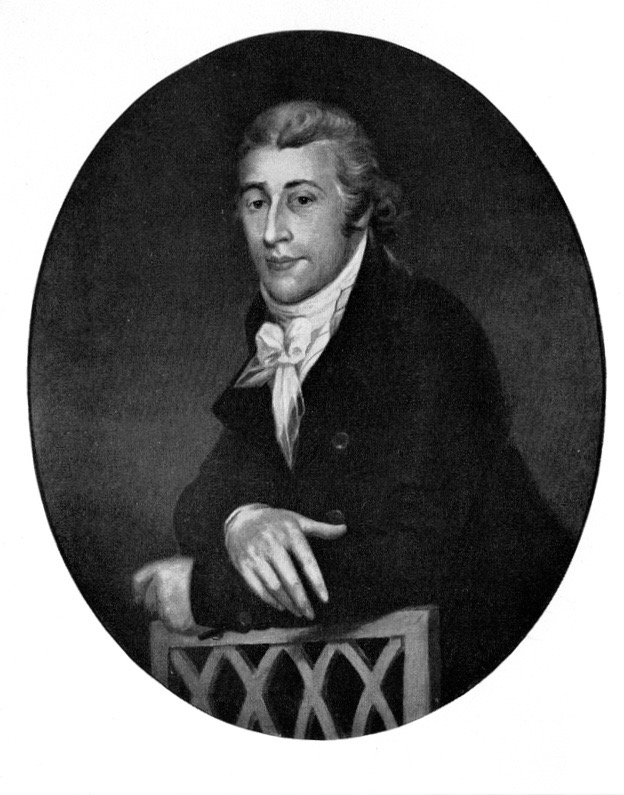
Georg Friedrich Baur (1797)

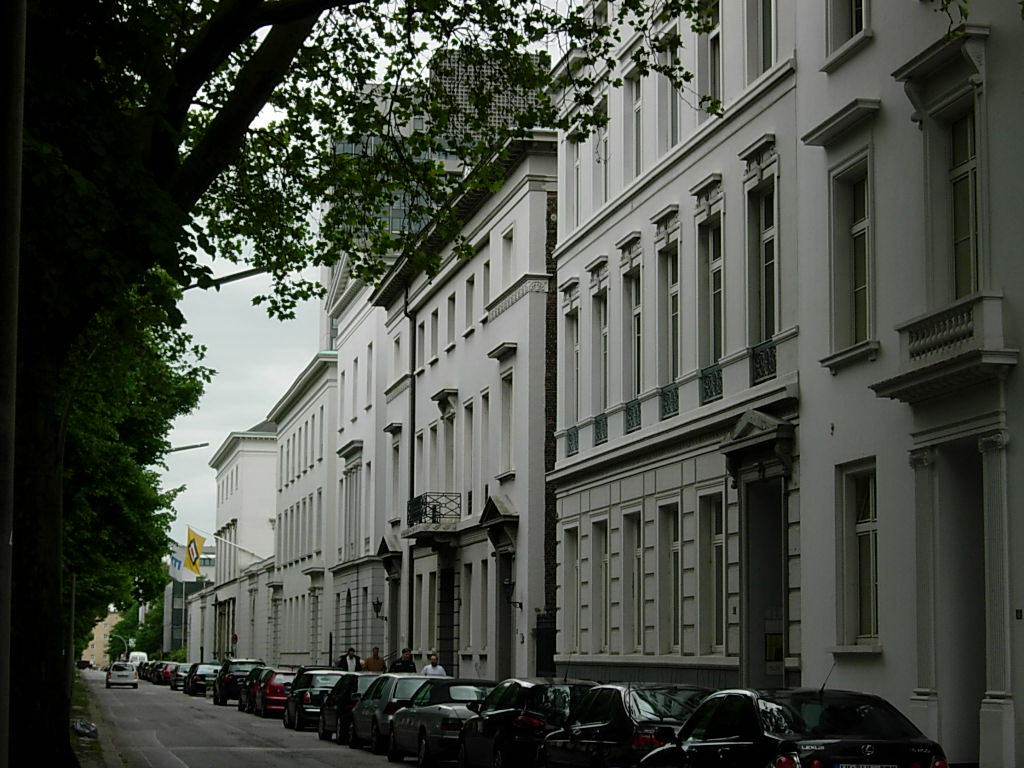
Palmaille 45–58, Baursches Palais: 45–51

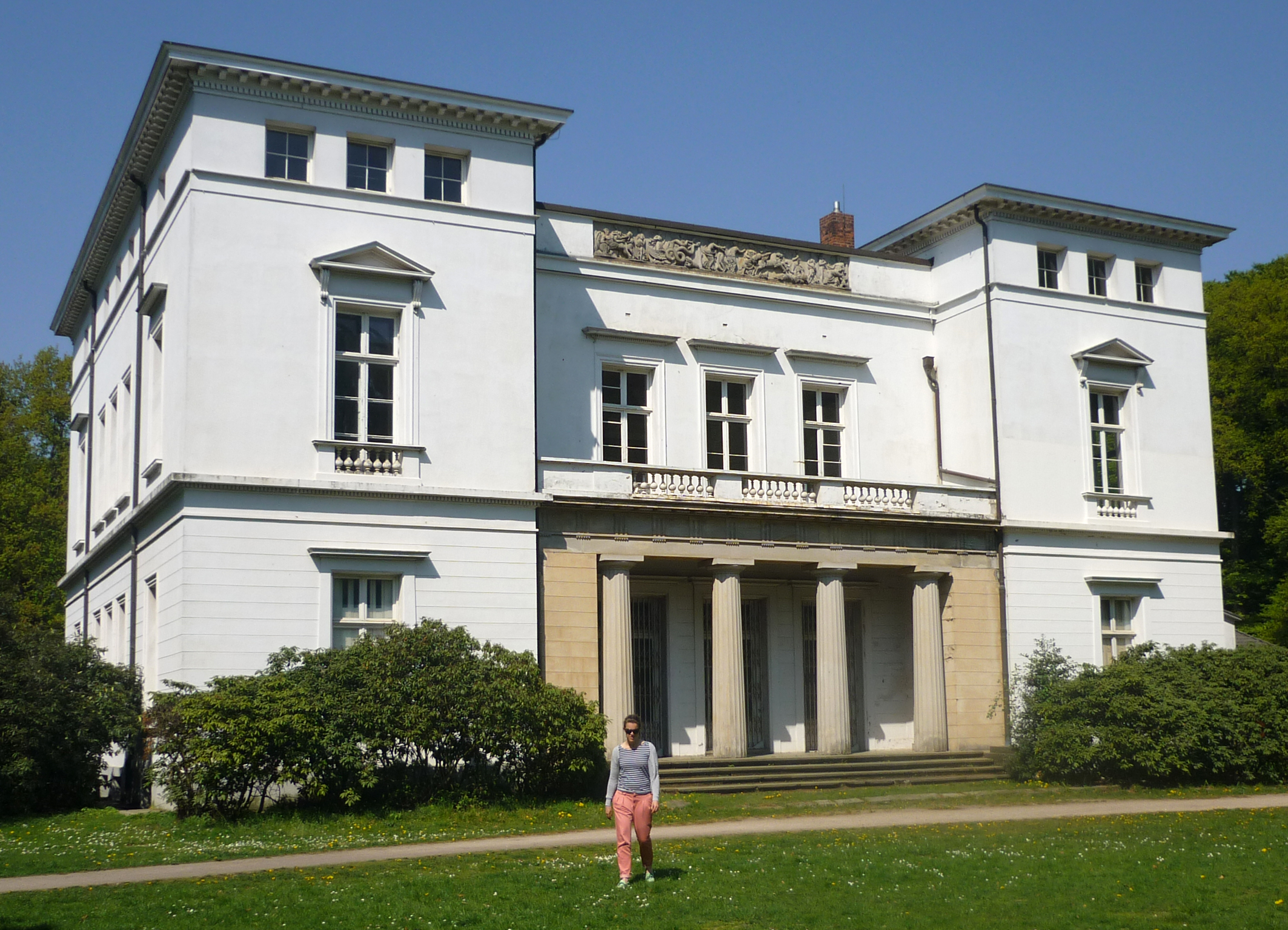
Das ehem. Landhaus Baur, jetzt Landhaus Katharinenhof im Baurs Park (2011)

Georg Friedrich Baur (* 23. November 1768 in Altona; † 14. März 1865 ebenda) war ein Altonaer Kaufmann, königlich-dänischer Etats- und Konferenzrat und Eigentümer des nach ihm benannten Baurs Park, im heutigen Hamburger Stadtteil Blankenese.

## Leben
Baur besuchte das Christianeum, ein 1738 gegründetes Gymnasium im heutigen Stadtteil Othmarschen. Von 1783 bis 1786 studierte er Jura in Göttingen und Kiel. Anschließend ließ er sich als Kaufmann nieder. Er konnte sich 1794 gegen Zahlung von 300 Talern von der Übernahme bürgerlicher Ämter freikaufen.
Baur führte gemeinsam mit seinem Bruder Johann Heinrich Baur (1767–1807) das von ihrem Urgroßvater Neuhaus gegründete Unternehmen für Geld- und Warenhandel, das fortan unter dem Namen J.H. & G.F. Baur firmierte. Unter ihrer Leitung wuchs der Erfolg des Unternehmens und es errang durch Bankgeschäfte mit nordeuropäischen Ländern internationales Ansehen. Nach dem frühen Tod seines Bruders war zunächst sein Schwager Gesellschafter, später führte Baur das Unternehmen allein und nahm seine Söhne Georg Friedrich und Franz Johannes als Teilhaber in die Firma auf. Baur erwarb 1804 an der Palmaille ein langes Grundstück, auf dem er zuerst für sich (heute Nr. 49) von Christian Frederik Hansen ein repräsentatives Stadthaus errichten ließ. Nach Erwerb weiterer umliegender Grundstücke errichtete Christian Frederik Hansens Neffe und Amtsnachfolger als Landbaumeister Johann Matthias Hansen (1781–1841) für Baurs Kinder zehn Häuser im einheitlichen klassizistischen Stil. Er kaufte 1811 aus dem Nachlass seines Bruders das ebenfalls von Hansen erbaute Landhaus Baur in Nienstedten. 1836 ließ er sich im Baurs Park eine Portikusvilla im spätklassizistischen Stil mit Stallung fertigstellen, das heutige Landhaus Katharinenhof.
In das Altonaer Commerzcollegium trat er 1837 ein. 1840 wurde er zum königlich-dänischen Etatsrat und 1847 – aus Anlass seiner goldenen Hochzeit – zum Konferenzrat ernannt. In diesem Zusammenhang verlieh ihm die Christian-Albrechts-Universität zu Kiel die juristische Ehrendoktorwürde.

## Familie
Baurs Großvater war der Altonaer Bürgermeister Johann Daniel Baur (* 1700, † 1774), der 1723 aus Stuttgart nach Altona eingewandert war. Sein Vater Johann Heinrich Baur (* 1730, † 1819) war Kaufmann und Zweiter Bürgermeister in Altona. Neben seinen Brüdern Johann Heinrich Baur und dem Bürgermeister von Altona Johann Daniel Baur hatte er drei Schwestern.
Am 3. Oktober 1797 heiratete Georg Friedrich Baur seine Cousine Marianne Heise, die Tochter des Hamburger Senators und späteren Hamburger Bürgermeisters Johann Arnold Heise. Mit Marianne hatte er zehn, nach anderen Quellen elf Kinder. Johann Martin Lappenberg heiratete Baurs Tochter Emilie; nach deren Tod heiratete er die jüngere Schwester Marianne. Tochter Helene Therese Baur war mit dem Altphilologen Franz Wolfgang Ullrich verheiratet. Seine Enkelin Amalie von Raeder heiratete den dänischen Maler Ferdinand Meldahl. Ein weiterer Enkel ist Alexander Baur.
Er und der Bankier Conrad Hinrich Donner waren seinerzeit die reichsten Männer in dieser Stadt. Baur hinterließ seinen 9 überlebenden Kinder zwischen 18 und 20 Millionen Mark. Georg Friedrich Baur starb im 98. Lebensjahr und wurde in Hamburg-Ottensen auf dem alten Kirchhof der Christianskirche auf der Familiengrabstätte Baur beigesetzt.

## Ehrungen
Die Straßen Baurs Park und Baurs Weg in Blankenese tragen Baur zu Ehren seinen Namen.